# Shahrestān di Fanuj
Lo shahrestān di Fanuj (farsi شهرستان فنوج) è uno dei 18 shahrestān del Sistan e Baluchistan, il capoluogo è Fannuj. Lo shahrestān è suddiviso in una circoscrizione (bakhsh): 
- Centrale (بخش مرکزی)